# Walentkowy Wierch

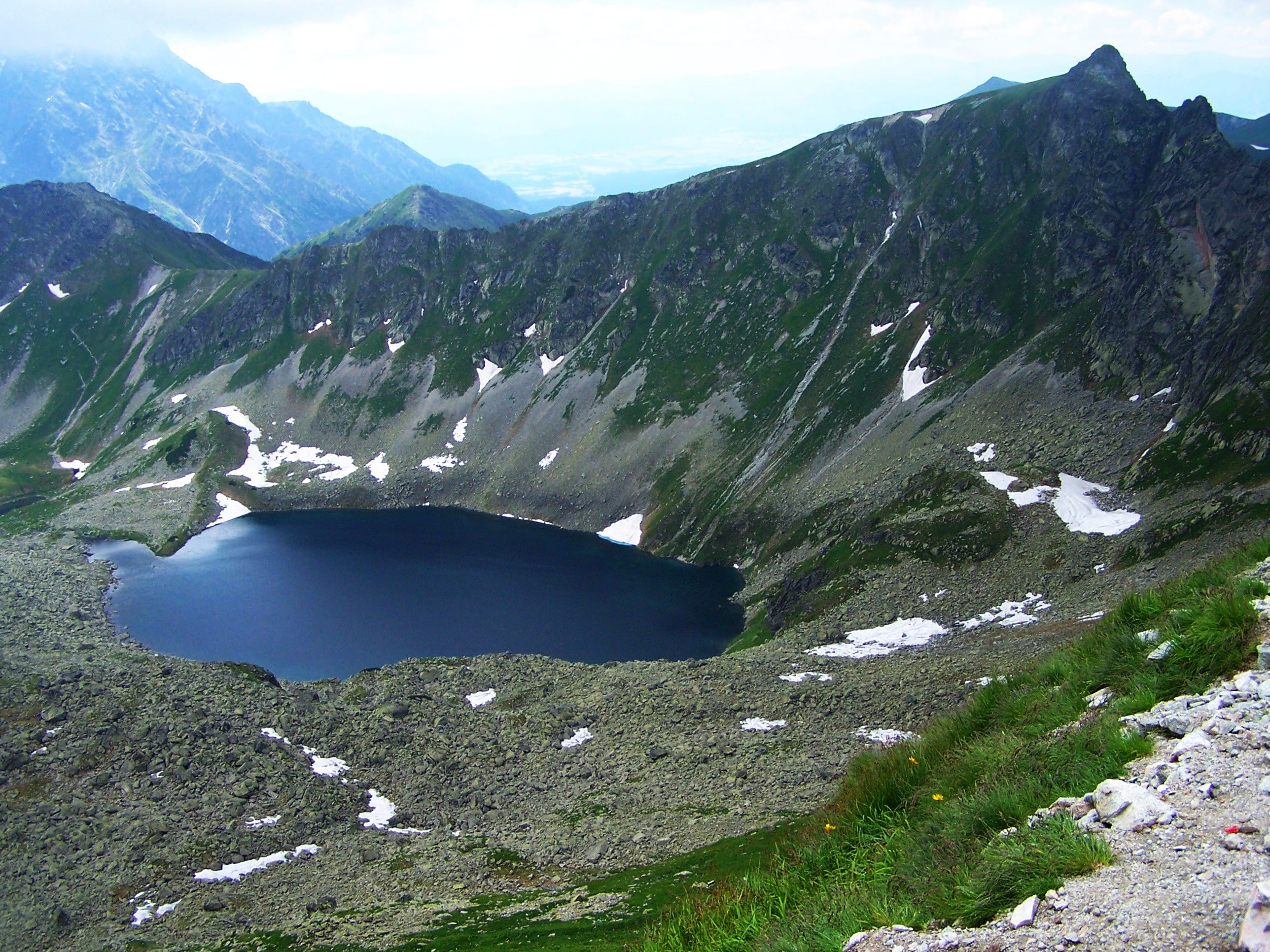
Vom Bergsee Hinterer Polnischer See

Der Valentinsberg (polnisch Walentkowy Wierch) (tschechisch/slowakisch Valentková) ist ein Berg an der polnisch-slowakischen Grenze in der Hohen Tatra mit 2156 m n.p.m. im Massiv der Walentkowa Grań.

## Lage und Umgebung
Die Staatsgrenze verläuft über den Hauptgrat der Tatra, auf dem sich der Walentkowy Wierch befindet. Unterhalb des Gipfels liegen zwei Täler, das Fünfseental, konkret sein Hängetal Kegelkar, im Norden und das Smrecinertal (Dolina Ciemnosmreczyńska) im Süden.
Vom Gipfel des Glatten Bergs (Gładki Wierch) im Westen wird der Valentinsberg durch den Bergpass Glatter Pass (Gładka Przełęcz) getrennt, von dem westlich gelegenen Gipfel Valentinsbastei (Niżnia Walentkowa Baszta) durch den Bergpass Untere Valentinskerbe.

## Etymologie
Der polnische Name Walentkowy Wierch lässt sich als Valentinsberg übersetzen.

## Flora und Fauna
Trotz seiner Höhe besitzt der Valentinsberg eine bunte Flora und Fauna. Es treten zahlreiche Pflanzenarten auf, insbesondere hochalpine Blumen und Gräser. Neben Insekten und Weichtieren sowie Raubvögeln besuchen auch Murmeltiere und Gämsen den Gipfel.

## Besteigungen
Erstbesteigungen:
- Sommer: Teodor Eichenwald, Ferdynand Rabowski, Jan Bachleda Tajber, Wojciech Tylka Suleja am 2. August 1903
- Winter: Kazimierz Piotrowski am 1. Januar 1914

## Tourismus
Auf den Walentkowy Wierch führt derzeit kein markierter Wanderweg. Der geplante Kammweg wurde nie fertig gestellt. Ein gelb markierte Wanderweg führt jedoch nördlich unterhalb des Gipfels vom Bergpass Szpiglasowa Przełęcz in das Tal Dolina Pięciu Stawów Polskich. Als Ausgangspunkt für diesen eignen sich die Berghütten Schronisko PTTK nad Morskim Okiem sowie Schronisko PTTK w Dolinie Pięciu Stawów Polskich.

## Belege
- Zofia Radwańska-Paryska, Witold Henryk Paryski, Wielka encyklopedia tatrzańska, Poronin, Wyd. Górskie, 2004, ISBN 83-7104-009-1.
- Tatry Wysokie słowackie i polskie. Mapa turystyczna 1:25.000, Warszawa, 2005/06, Polkart, ISBN 83-87873-26-8.